# Vinko Galušić
Vinko Galušić (Tuzla, 16. srpnja 1954.), hrv. bh. atletičar, natjecao se na Olimpijskim igrama.
Natjecao se na Olimpijskim igrama u Montrealu 1976. godine. Natjecao se u brzom hodanju na 20 km. Plasirao se na 24. mjesto. Član Atletskog kluba Sloboda iz Tuzle. Prvi je tuzlanski olimpijac. Pojavljuje se u dokumentarnom filmu o tuzlanskim olimpijcima San o krugovima Zorana Pavljaševića.

## Nagrade
- Športaš godine Grada Tuzle 1974. i 1975. godine[3]